# EuroRennes

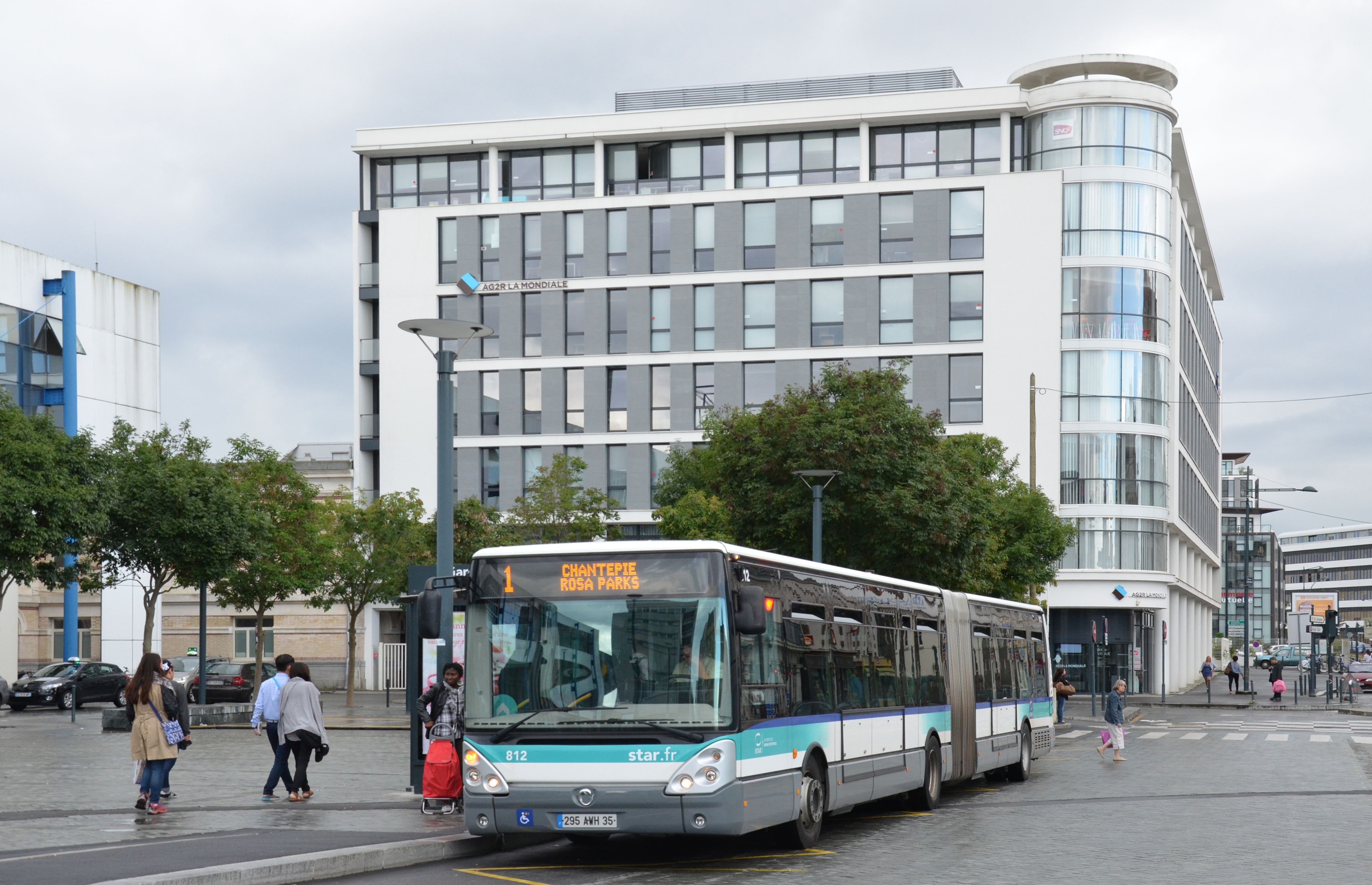
La place de la gare et les transports seront profondément modifiés

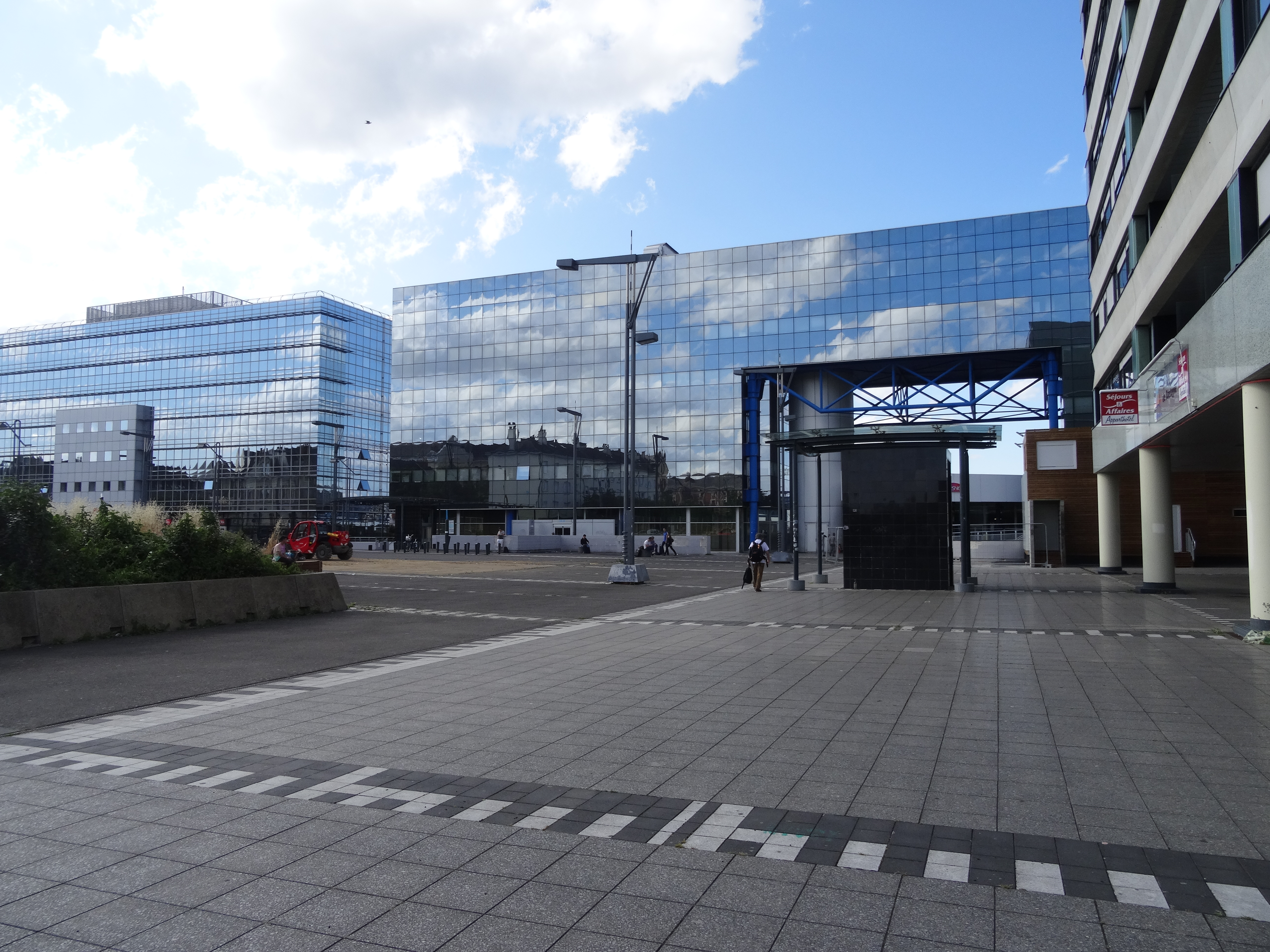
La dalle sud gare sera aussi réaménagée

EuroRennes est un projet d'urbanisme et un futur quartier d'affaires situé à Rennes, dans le département français d'Ille-et-Vilaine en région Bretagne, et déclaré d'intérêt communautaire en avril 2009.
Sur une superficie de 58 hectares, il rassemblera en 2025 dans plusieurs quartiers autour de la gare de Rennes, un ensemble de 300 000 m2 de surface répartis entre des tours de bureaux (125 500 m2), des logements (1 464 pour 116 000 m2), des commerces et restaurants (17 700 m2), des activités et équipements (12 000 m2), des services (12 700 m2) et des offres d'hébergement (15 000 m2). À terme, la ZAC accueillera quelque 7 000 emplois et 3 000 habitants supplémentaires.
L'objectif à l'horizon 2025, est de faire de Rennes Métropole une agglomération européenne grâce à un nouveau cœur de quartier qui élargit le centre-ville vers le sud.

## Présentation
La ZAC d'EuroRennes est située au sud du centre-ville de Rennes, autour de la gare de Rennes. Elle est délimitée au nord-ouest par la dalle du Colombier, au nord par l'esplanade Charles-de-Gaulle (comprenant plusieurs équipements culturels et publics) et l'avenue Janvier, à l'est par l'avenue Solférino, et au sud par la rue de Châtillon (en incluant la prison des femmes) et la rue Quineleu jusqu'au quartier Saint-Hélier.
Le cabinet d'architectes urbanistes FGP a été retenu pour la transformation du quartier de la gare. L'équipe est composée des architectes Jacques Ferrier, Philippe Gazeau et Louis Paillard, basés à Paris. Sont également associés au projet les paysagistes de l’Agence Ter (dont Michel Hoessler), Franck Boutte, consultant en développement durable, et l’agence Ogi pour l’expertise technique.
Combiné à ce projet urbain, un nouveau pôle d'échange multimodal (PEM) sera réalisé afin de créer une dynamique autour des transports près de la nouvelle gare — métro, TGV, TER, cars BreizhGo (gare routière), bus STAR et offre STAR, le vélo, taxis, voitures et piétons — qui verra sa fréquentation journalière doubler entre 2007 et 2020 (de 67 000 personnes à 128 000).
Rennes Métropole s'inspire notamment d'Euralille, situé dans le centre de Lille.

## L'arrivée de la LGV
Depuis le 2 juillet 2017, la gare est le point de départ de la LGV Bretagne-Pays de la Loire qui met Rennes à 1 h 26 de Paris.
En ce sens, la gare est en cours rénovation et sera complètement transformée puisque le projet prévoit notamment la création d'un paysage construit sur le parvis nord ainsi que sur une passerelle qui facilitera notamment les flux entre le nord et le sud.
Elle deviendra donc le pôle multimodal le plus important de la métropole rennaise, avec l'arrivée de la seconde ligne de métro début 2022 et le possible projet de construction adjacente d'une gare régionale, destinée au trafic TER (peut-être en lieu et place de l'actuel Technicentre de Rennes qui sera amené à être transféré en dehors de la ville).
Ce projet doit répondre à la très forte hausse du trafic sur le réseau TER breton (+11 % entre 2004 et 2005 uniquement pour le trafic périurbain de Rennes), ainsi que sur le réseau de transport public lui-même (+70 % sur 2001-2005 sur la métropole, +60 % pour les liaisons départementales), soit les hausses les plus élevées de France[réf. nécessaire], mais aussi aux objectifs de développement durable (une réduction de près de 60 % du trafic automobile, ce qui nécessite une hausse de 14 % à 17 % de la part des transports en commun publics) : un développement où le TER, déjà intégré dans le schéma de transport urbain de la métropole, jouera un rôle de plus en plus prépondérant, puisqu'il est prévu d'augmenter le cadencement des TER dans les gares périurbaines de Rennes dans le cadre du RER Breton, dans sa partie concernant l'agglomération rennaise.

## Secteurs du projet
EuroRennes est divisé en treize secteurs, répartis de la manière suivant sur les différents quartiers.
- Colombier.
  - Réservoir : à l'angle du boulevard du Colombier et de la rue du 7e-d'Artillerie.
  - Colombier Est : vaste secteur incluant l'ensemble piéton du Colombier jusqu'à la rue Théophile-Briant.
  - Trigone : angle de la rue de l'Alma et du boulevard du Colombier.
- Villeneuve.
  - Blériot : de part et d'autre de la rue Louis-Blériot, au nord jusqu'au faisceau ferroviaire et au sud jusqu'à la rue Paul-Féval.
- Sainte-Thérèse.
  - Féval : le long de la rue Paul-Féval, face à la prison des Femmes.
  - Quineleu : frange nord de la rue de Quineleu, entre les rues de Châtillon et Pierre-Martin.
- Saint-Hélier.
  - Solférino : au nord du boulevard de Solférino, jusqu'au pont Saint-Hélier.
  - Beaumont : sud du boulevard de Beaumont.
  - Français Libre : rue Jean-Moulin.
  - Allée Saint-Hélier : allée Saint-Hélier.
  - Petits Ateliers : rue du 4-Août-1944.
- Cimetière de l'Est
  - Pont Saint-Hélier : au sud du Pont Saint-Hélier, à l'est.
  - Louis Armand : cœur d'ilot du square Louis-Armand.

La majeure partie du projet a lieu sur les quartiers Saint-Hélier et Sainte-Thérèse qui incluent respectivement le nord et sud de la gare. Les secteurs concernant les quartiers Colombier et Cimetière de l'Est sont prévus à plus longue échéance.

## Problématique

### Dénivelé sur le projet
Le Nord et le Sud de la gare ne sont pas au même niveau. La différence de niveau entre l'esplanade Sud et la Place de la Gare au Nord est de 8,50 m. Les piétons souhaitant traverser les voies ferrées sont contraints de traverser la Gare. Les architectes ont donc eu l'idée de reconstituer la colline qui existait avant l'arrivée du chemin de fer au milieu du XIXe siècle. Ce « sol construit » devait recouvrir la gare pour former un paysage construit et permettra aux usagers de traverser « le fleuve ferroviaire » sans passer par la gare.
Finalement, à la suite de réelles difficultés liées à l'existant, ils ont plus simplement décidé de réaliser un passage à l'Ouest le long de la gare ainsi qu'une passerelle passant au-dessus des voies près du pont de l'Alma.

### Polémique sur l'intégration de la nature
Certains aspects de ce projet prêtent à controverse, notamment à propos de l'abattage des arbres de l'avenue Jean Janvier. En octobre 2019, la ville de Rennes commence à retirer 4 arbres de l'avenue. Elle indique que la biodiversité des arbres de cette avenue n'était pas assez importante, et le fait que ces arbres étaient depuis plusieurs années le refuge des étourneaux et que cela créait des nuisances sonores et olfactives. L'association  la Nature en ville ainsi qu'un collectif de riverains ont lancé un référé et un recours contentieux au tribunal administratif de la ville. En 2021, le tribunal annule l'autorisation d'abattage et les arbres de l'avenue, excepté les quatre déjà abattus, sont donc conservés dans le projet final.

## Tours en projet
Trois tours « signal » sont prévues sur la ZAC :
- Une tour de 88 m environ sur l'ilot Paul Féval, près du Pont de l'Alma : la tour Féval[8],[9]
- Une tour entre les voies ferrées et le Boulevard Beaumont : la tour Beaumont
- Une tour entre le Boulevard Solférino et le Pont Saint-Hélier : la tour Solférino

À cela se rajouteront d'autres immeubles de 25 à 50 m environ[réf. souhaitée].

## Calendrier
- 2008 choix des urbanistes
- 2009-2012 élaboration du projet urbain
- 2012-2015 aménagement du site côté rue de l'Alma et côté SNCF.
- 2015 début de la première phase de construction
- 2017  livraison des premiers bâtiments correspondant à l'arrivée de la LGV.
- 2017-2020 deuxième phase de construction correspondant à l'arrivée de la 2e ligne de métro.
- 2021-2025 troisième et dernière phase de construction avec le déplacement de la gare TER.